# Acer sylvestre
Acer sylvestre é uma espécie de árvore do gênero Acer, pertencente à família Aceraceae.